# Flodflugsnappare
Flodflugsnappare (Muscicapa cassini) är en fågel i familjen flugsnappare inom ordningen tättingar.

## Utseende och läte
Flodflugsnapparen är en slank flugsnappare med mestadels grå fjäderdräkt, med svart och vingar och stjärt. Arten liknar både askflugsnappare och ockragumpad flugsnappare, men är bland annat mindre pregnant tecknad i ansiktet än dem. Den lågmälda sången är en blandning av raspiga ljud, drillar och ljusa visslingar.

## Utbredning och systematik
Fågeln förekommer från Sierra Leone till Angola, västra Uganda och nordligaste Zambia. Den behandlas som monotypisk, det vill säga att den inte delas in i några underarter.

## Levnadssätt
Flodflugsnapparen hittas i regnskog utmed rinnande vattendrag på låg och medelhög höjd. Den ses vanligen sitta på stenar eller på lågt hängande döda grenar.

## Status
Arten har ett stort utbredningsområde och beståndet anses stabilt. Internationella naturvårdsunionen IUCN listar den därför som livskraftig (LC).

## Namn
Fågelns vetenskapliga artnamn hedrar den amerikanske ornitologen John Cassin (1813-1869).